# TVRi
TVRi (ћирлично ТВРи), је међународни канал Телевизиунеа Романа, румунске телевизијске мреже коју финансира влада. ТВР Интернатионал пружа 24-часовно бесплатно емитовање и емитовање широм Европе, Канаде САД У јулу 2005. увео је емитовање у Аустралију и Нови Зеланд.
Канал пружа садржаје углавном на румунском, за Румуне широм света, али и на језицима румунских мањина, посебно на мађарском, ромском и немачком. Неки садржаји су такође на енглеском. Канал се емитује уживо на интернету.
Њен најгледанији програм током године је Песма Евровизије.
2020. ТВР је покренуо ХД канал ТВР и на ТВР+. Емитује се у 720п формату.